# Zea diploperennis
Zea diploperennis là một loài thực vật có hoa trong họ Hòa thảo. Loài này được Iltis, Doebley & R.Guzmán miêu tả khoa học đầu tiên năm 1979.

## Hình ảnh

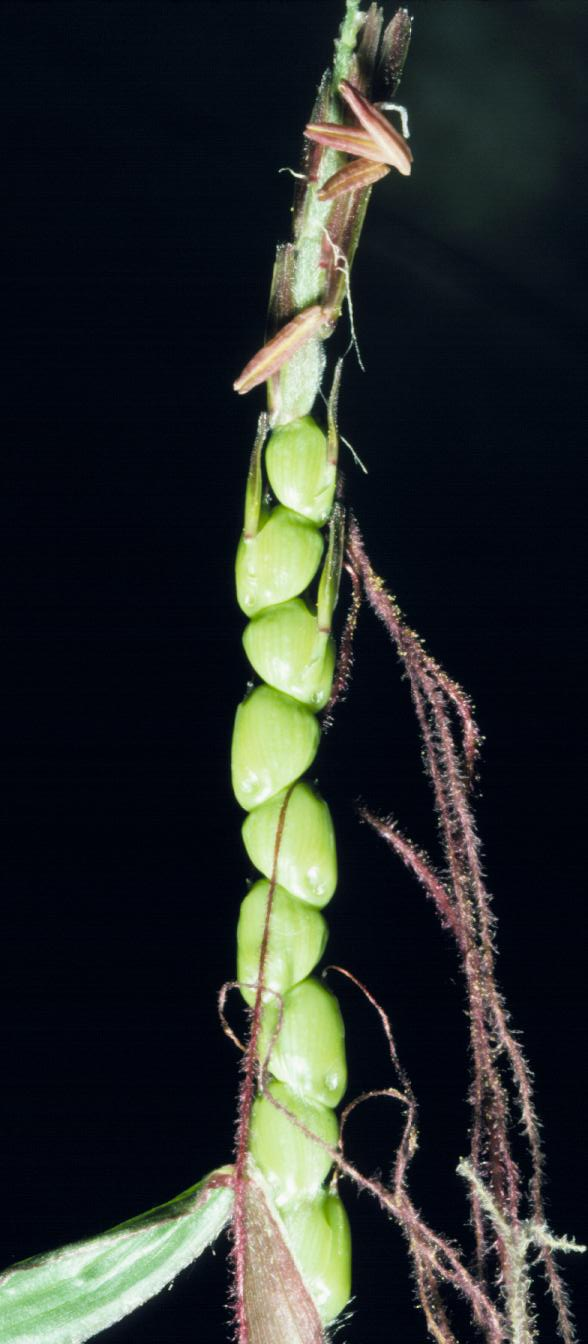
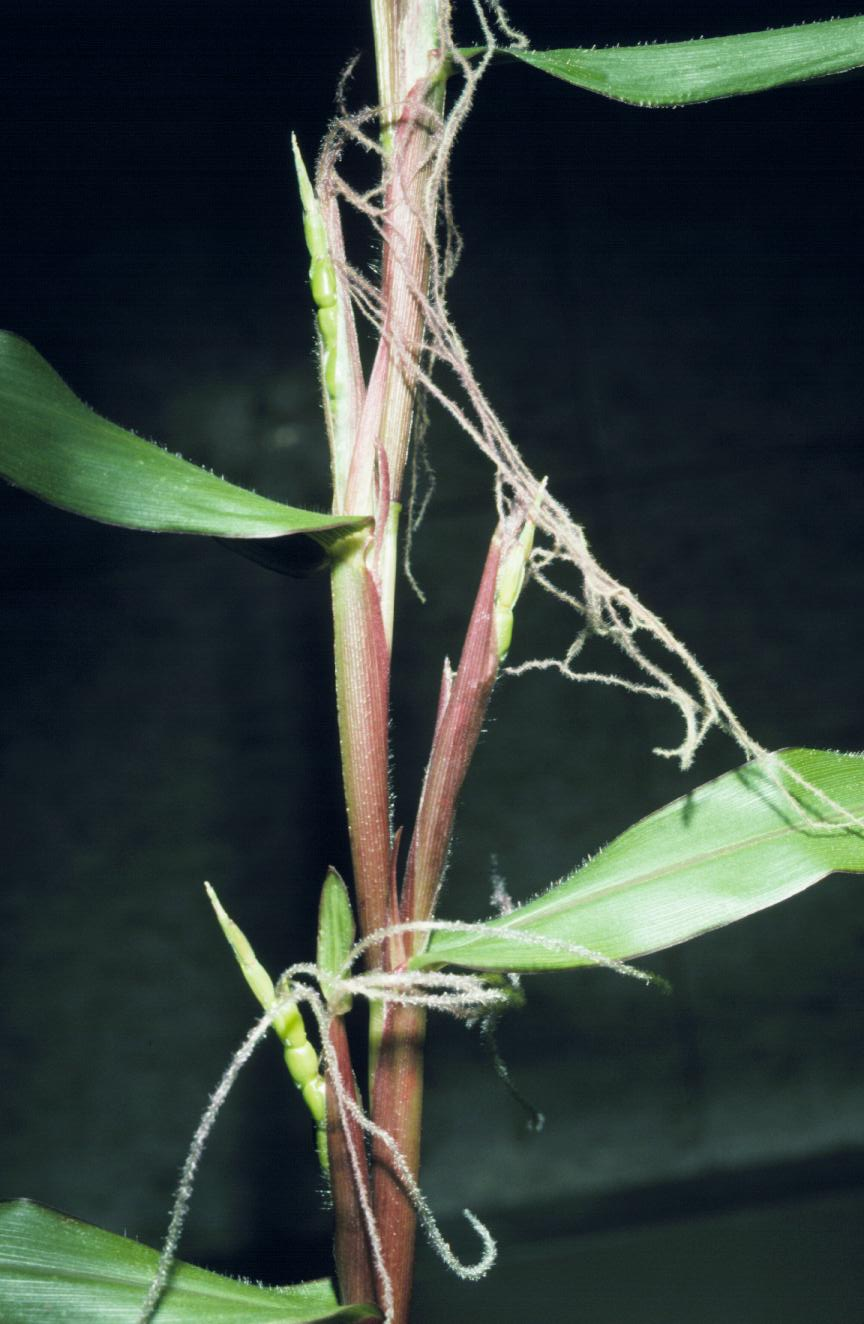
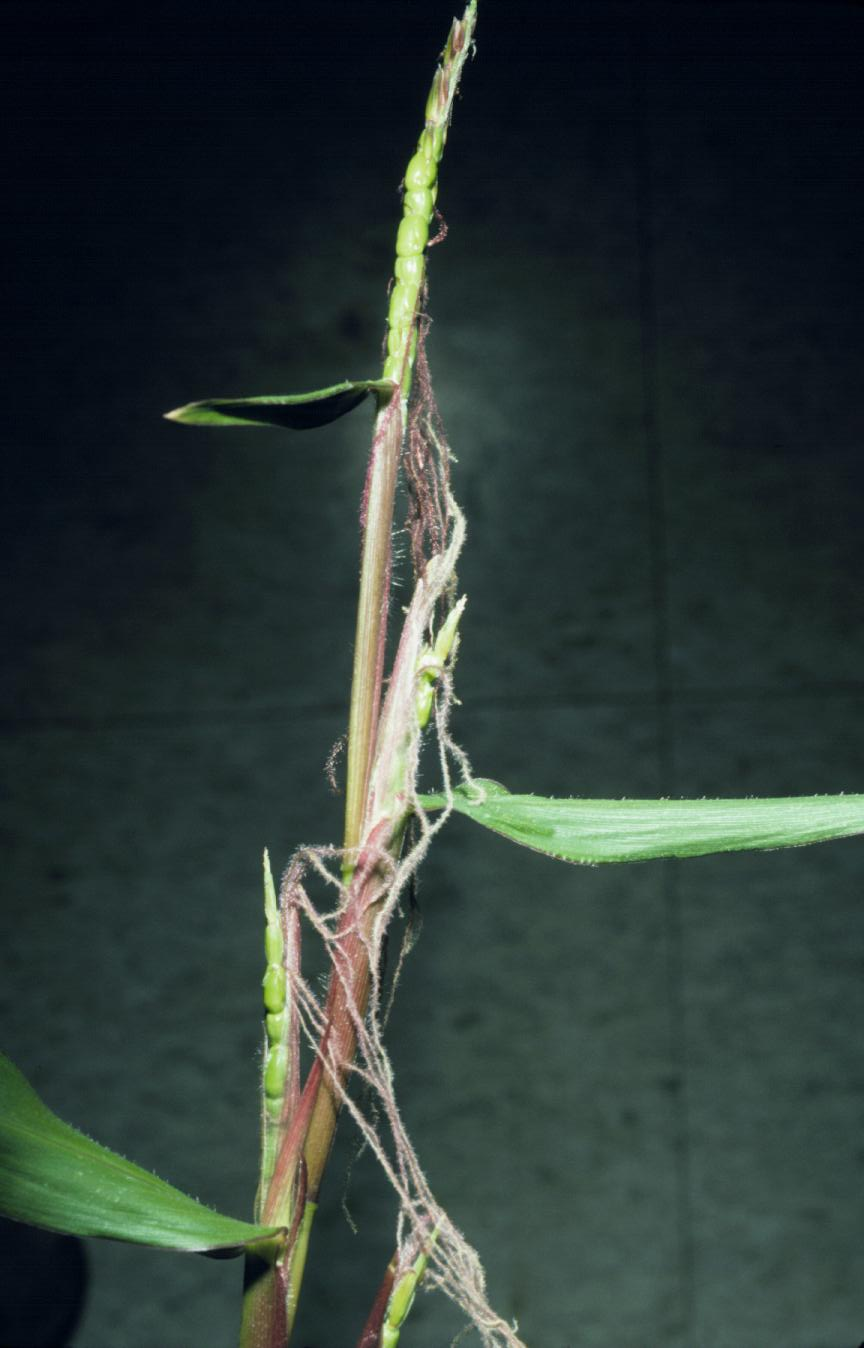
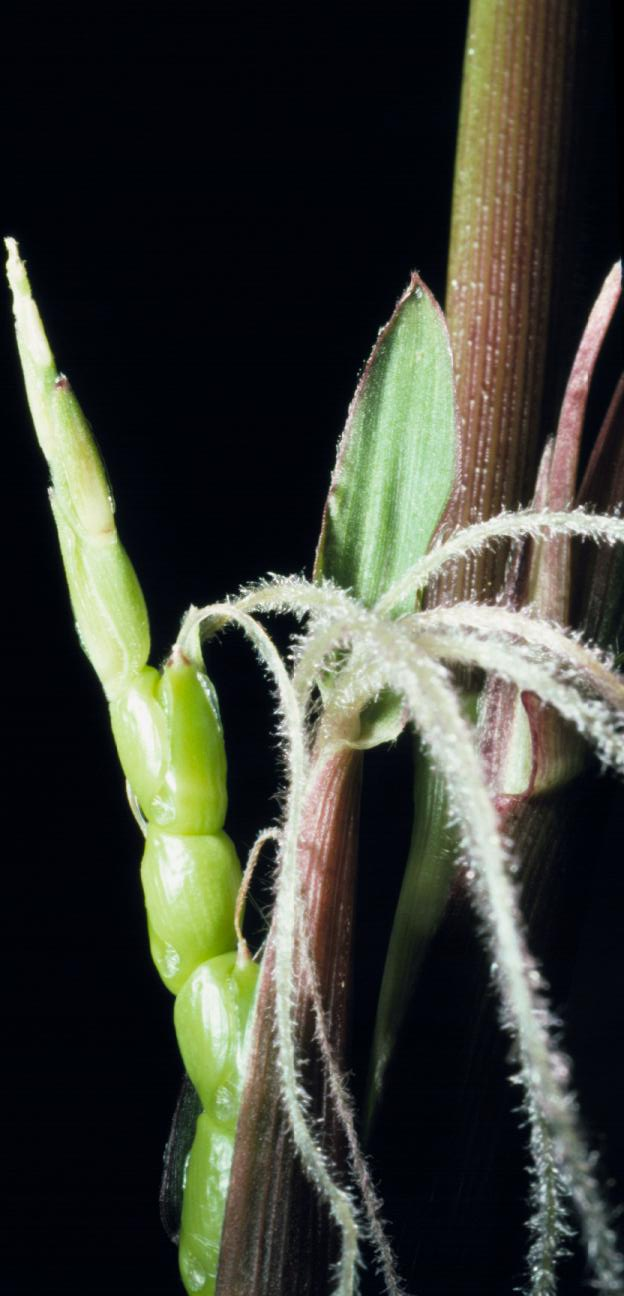